# Echinopsis aurea
Echinopsis aurea  es una especie de planta fanerógama de la familia de las cactáceas.

## Distribución
Es endémica de Jujuy y Salta en Argentina.

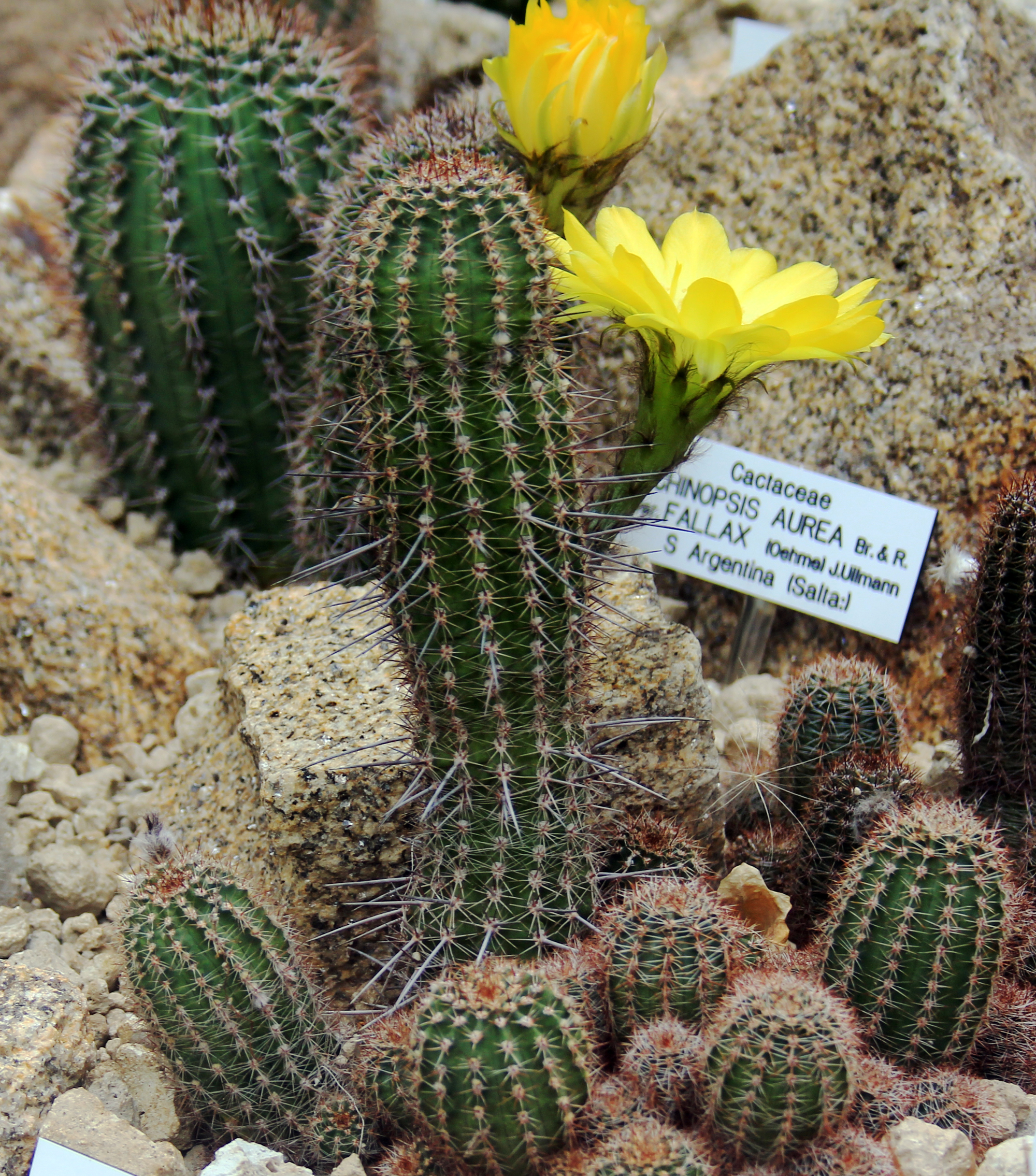
Echinopsis aurea.

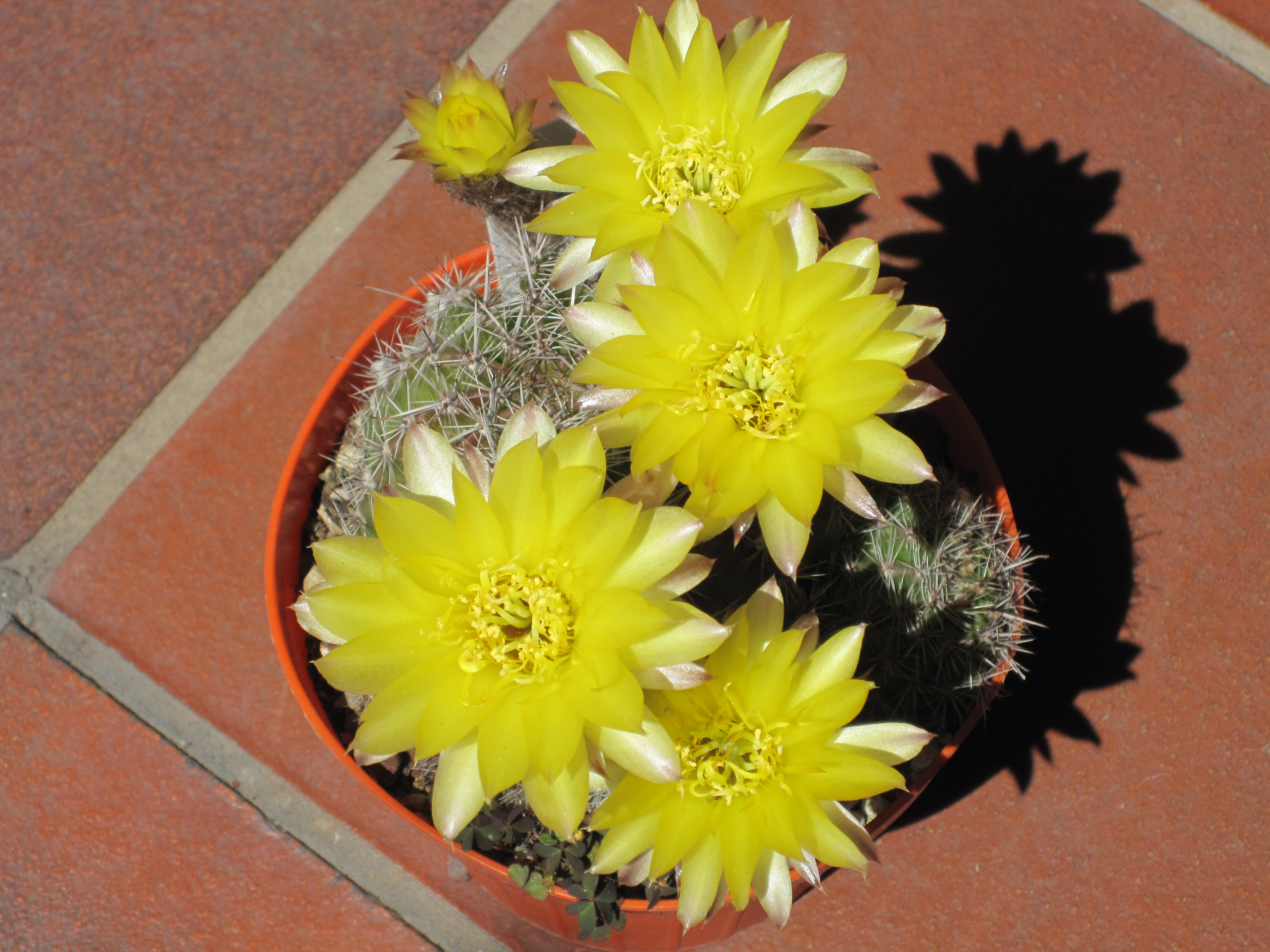
Flores de Echinopsis aurea

## Descripción
Es una planta perenne carnosa, arbolada de color verde, armada de espinos  y  con las flores de color amarillo.
El tallo es de color verde oscuro con una flor de color cera,  diámetro y altura de 10 cm  Alrededor de 15 costillas, con un claro borde afilado. Espinas doradas, con una base oscura, delgadas y flexibles. Una central de 2-3 cm de longitud;  y 8-10 radiales de hasta 1 cm de largo.

## Taxonomía
Echinopsis aurea fue descrita por Britton & Rose y publicado en The Cactaceae; descriptions and illustrations of plants of the cactus family 3: 74, pl. 10, f. 1. 1922.
Etimología
Ver: Echinopsis
aurea epíteto latino que significa "dorado".
Sinonimia
- Lobivia aurea
- Pseudolobivia aurea
- Hymenorebutia aurea
- Lobivia shaferi
- Lobivia cylindrica
- Echinopsis fallax
- Lobivia leucomalla
- Hymenorebutia leucomalla
- Echinopsis leucomalla
- Lobivia fallax
- Lobivia cylindracea
- Echinopsis cylindracea
- Pseudolobivia luteiflora